# 四つ仮名
四つ仮名（よつがな）とは、ジ・ヂ・ズ・ヅの4つの仮名をいう。現代日本語の多くの方言において、これらの音韻の発音の統合が起きていることに言及するために使われる術語である。

## 歴史

### 鎌倉時代
鎌倉時代頃の京都では、シ、チ、ス、ツはそれぞれ [ɕi] 、 [ti] 、 [su] 、[tu] という発音であり、チ、ツはタ、テ、トと同じく破裂音であった。ジ、ヂ、ズ、ヅはそれぞれ清音に対応する有声音で、 [ʑi] 、 [di] 、[zu] 、 [du] であった。現在の表記では、チ、ツ、ヂ、ヅがそれぞれ「ティ」「トゥ」「ディ」「ドゥ(または「デュ」)」のような発音であったと考えられる。シとスは現代と同じ発音だった。この段階では「ジ、ズ」は摩擦音、「ヂ、ヅ」は破裂音で発音の差は大きく、京都では四つ仮名はそれぞれ発音がはっきり違う仮名として使い分けられていた。ただし、1251年に書写された観智院本『類聚名義抄』にクジラとクヂラの両方の表記が見られるなど、個別の単語の中には古くから /z/ と /d/ が交替するものがあった。また、安房国（現在の千葉県南部）で生まれ育った僧である日蓮（1222年 - 1282年）の書簡には、「嫁がづ」（本来は「嫁がず」）「ぢうあう（縦横）」（本来は「じゅうわう」）などのように混同した例がかなり見られることから、関東地方では後述する音韻変化が数世紀先行して起こっており、それが西へと広がっていたと考えられている。現在の方言の状況から、東北地方ではさらに音韻変化が先行していた可能性もある。

### 室町時代
室町時代の前期までは、京都方言ではまだ鎌倉時代までの発音をほぼそのまま引き継いでいた。しかし、京都では室町時代の中期に チ、ヂ、ツ、ヅの破擦音化が起こり、チ、ツ、ヂ、ヅがそれぞれ [ʨi] 、[ʦu] 、[ʥi] 、[ʣu] という発音になった。このため、ジ、ズ、ヂ、ヅの四つ仮名はそれぞれ [ʑi] 、[zu] 、[ʥi] 、[ʣu] という発音になり、調音方法が摩擦音と破擦音となって音が近くなった。中国資料の『日本寄語』（1523年刊）において、日本語のチ、ツを表すのに破擦音系の漢字が使われていることから、この破擦音化は16世紀初頭までには起きていたと見られている。16世紀末のキリシタン資料における日本語のローマ字表記では、シが xi 、スが su 、チが chi 、ツが tçu 、ジが ji 、ズが zu 、ヂが gi 、ヅが zzu または dzu で表されており、四つ仮名は書き分けられていた。
このように音が接近したため、ジとヂ、ズとヅの混同が起こり始めた。室町時代後期には、京都でもジとヂ、ズとヅを誤って書いているものが多く見られるようになった。キリシタン資料は規範的な言葉を記載しており、四つ仮名の混同は少ないが、それでも中には誤ったローマ字表記のものも見られる。ロドリゲスの『日本大文典』（1604年 - 1608年刊）でも、「本寺（ほんじ）」、「自然（じねん）」、「水（みづ）」、「参らず」がそれぞれ「ほんぢ」「ぢねん」「みず」「まいらづ」と誤って発音されることが都（京都）でも見られると記述しており、これは都の言葉遣いの欠点だと述べている。また、当時の田舎（京都の周辺の地方）では混同した発音がよく見られるものの、筑紫（九州）では、字の読めない女の子も誰にも習わずとも言い分けているとも記録されており、まだ九州には混同が及んでいなかったとみられる。越後国（現在の新潟県）の室町時代後期の書状などには「じ」と「ぢ」、「ず」と「づ」を混同した事例が非常に多く見えることから、この地域では16世紀には既に四つ仮名の区別が完全に失われ、現在の東京方言などと同じ状態に達していたことが分かる。

### 江戸時代
江戸時代には、四つ仮名の混乱はますます進んでいき、17世紀末の元禄時代（1688年 - 1703年）までには「ジ」と「ヂ」、「ズ」と「ヅ」がそれぞれ完全に同音になった。京都ではこの変化は「ヂ」「ヅ」が破擦音 [ʥi] [ʣu] から摩擦音 [ʑi] [zu] へと変化する方向に進み、「ヂ」「ヅ」が「ジ」「ズ」に統合される形になったが、撥音（ン）の直後に限っては逆に摩擦音から破擦音へ変化し、現在見られるような条件異音化が進んだ。また語頭の四つ仮名が破擦音と摩擦音のどちらに統合されるかは方言によって異なるなど、複雑な様相を呈した。
1695年には、『蜆縮涼鼓集』（けんしゅくりょうこしゅう）という、四つ仮名の書き分けのみを専用に扱った書籍が出版された。この本の書名は、「蜆（しじみ）」「縮（ちぢみ）」「涼（すずみ）」「鼓（つづみ）」と四つ仮名を含んだ言葉を集めたものである。このような書籍が出版された背景には、四つ仮名が発音上は同音に帰して区別されなくなっていたのに対し、少なくとも知識人層は表記上は厳密な書き分けが要求されており、混乱があったという事情がある。しかし誤った表記が見られることもしばしばあり、松尾芭蕉（1644年 - 1694年）が「出づ」を「出ず」と書いた例があるなど、文人でも混乱する場合があった。

### 明治時代以降
明治時代以降は歴史的仮名遣が教育や公の場で使われたが、これは四つ仮名を語源通りに書き分けることを要求するものだった。しかし、現代仮名遣いでは、語源に関わらず、四つ仮名は基本的に「じ」「ず」と書き、連濁や同音の連呼などで「ち」「つ」が濁った場合に限り、「ぢ」「づ」と表記するという方針が取られた。

## 現代の状況

### 共通語

#### 発音
現在の標準語、共通語では、四つ仮名は語頭および撥音の直後では [ʥi] 、 [ʣɯ] と破擦音で発音されるのが標準である。ただし破裂の程度はあまり強くない。語中では [ʑi] 、[zɯ] と摩擦音で発音されることが多いが、破擦音で発音されることもあり揺れがある。

#### 表記
1946年には「現代かなづかい」が、1986年にはそれを改訂した「現代仮名遣い」が内閣告示として公布された。現代仮名遣いでは、四つ仮名は語源通りに書き分けることをやめ、基本的には本来「ぢ」「づ」のものでも「じ」「ず」と書くことを基本としている。例えば「葛」「屑」は歴史的仮名遣いではそれぞれ「くず」「くづ」だが現代仮名遣いではどちらも「くず」と書かれ、「富士」「藤」は歴史的仮名遣いではそれぞれ「ふじ」「ふぢ」だが現代仮名遣いではどちらも「ふじ」と書かれる。これは発音が完全に同一になったためになされた措置である。ただし例外として、「鼻血」（はなぢ）、「三日月」（みかづき）、「気付く」（きづく）のように、連濁によって「ち」「つ」が濁って生じたものが明らかである場合や、「縮む」（ちぢむ）「続く」（つづく）のように、同じ音が連呼されたことにより有声化したものは「ぢ」「づ」と書くと定められた。つまり、現代の「ぢ」「づ」は発音の違いを表すものではなく、濁る前の語源を明示するための語源的な配慮、あるいは視覚的な配慮であると言える。また同音連呼の場合は、踊り字を用いて、「ちゞむ」「つゞく」と続く場合にも配慮したと思われるが、この踊り字は第二次世界大戦後に、あまり使われなくなった。
現代仮名遣いでは、複合語であるなどの語源意識が残っており、「ち」「つ」などから生じたことが明らかである場合に「ぢ」「づ」を用いることになっているが、語源意識が残っているかどうかを客観的に定めることは難しく、どうしても主観的にならざるを得ないとして、「現代かなづかい」の策定当初から批判や異論が多くあった。例えば、「世界中」（せかいじゅう）、「稲妻」（いなずま）などの語は、表記を見れば「中」（ちゅう）、「妻」（つま）が連濁したものだと推測できるが、「じ」「ず」で書くと定められた。これは、これらの語が二語に分解できるという意識が現在では薄いと判定されたためだが、語源意識が残っていると考えれば「せかいぢゅう」「いなづま」と書くものだとも考えられる。その後、「現代仮名遣い」では、「世界中」「稲妻」などの一部の語は、「じ」「ず」で書くことを本則とし、「ぢ」「づ」で書くことも許容するという方針が打ち出された（詳細は現代仮名遣いの項を参照）。
また、漢字音についても、連濁で生じたものを除いて、全て「じ」「ず」に統一する。例えば、「地」という漢字は、歴史的仮名遣いでは呉音が「ヂ」、漢音が「チ」であったが、現代仮名遣いでは呉音のものは「ジ」と書かれる。「地面」「地震」「地下足袋」などは、本来清音のものが連濁で濁音になったわけではなく、呉音で元々濁音であるため、現代仮名遣いでは「ぢめん」「ぢしん」「ぢかたび」ではなく「じめん」「じしん」「じかたび」と書くことになっている。しかし、「土地」（とち）、「地点」（ちてん）など、漢音の「ち」が使われている熟語もかなりあるため、これが連濁で濁ったものと誤解して「ぢめん」「ぢしん」と書くのではないかと誤解する例がかなり多く、現代仮名遣いを学習する際に混乱する点の一つとなっている。呉音と漢音が受容される間に中国語は濁音が消滅していく段階に当たっていたため、呉音で濁音で漢音で清音という対応を示す漢字は多く、「地」（歴史的仮名遣いでヂ/チ）の他にも「治」（ヂ/ジ）「直」（ヂキ/チョク）「図」（ヅ/ト）「頭」（ヅ/トウ）などがこのような混乱の原因になることがある。ただし、「中」（チウ/チウ）、「通」（ツ・ツウ/トウ）のように呉音でも濁音でなく、連濁によって生じた濁音と考えられる「世界中」「融通」について、現代仮名遣いは「せかいじゅう」「ゆうずう」を本則とし、「せかいぢゅう」「ゆうづう」を許容するという立場を取っており、一貫性のない状況となっている。
「現代かなづかい」では、「ジ・ヂ」「ズ・ヅ」を言い分けている地方（「四つ仮名弁」「三つ仮名弁」の地方）に限り、これを書き分けても差し支えないという方針が掲げられていたが、「現代仮名遣い」ではこの方針は掲げられていない。

### 方言

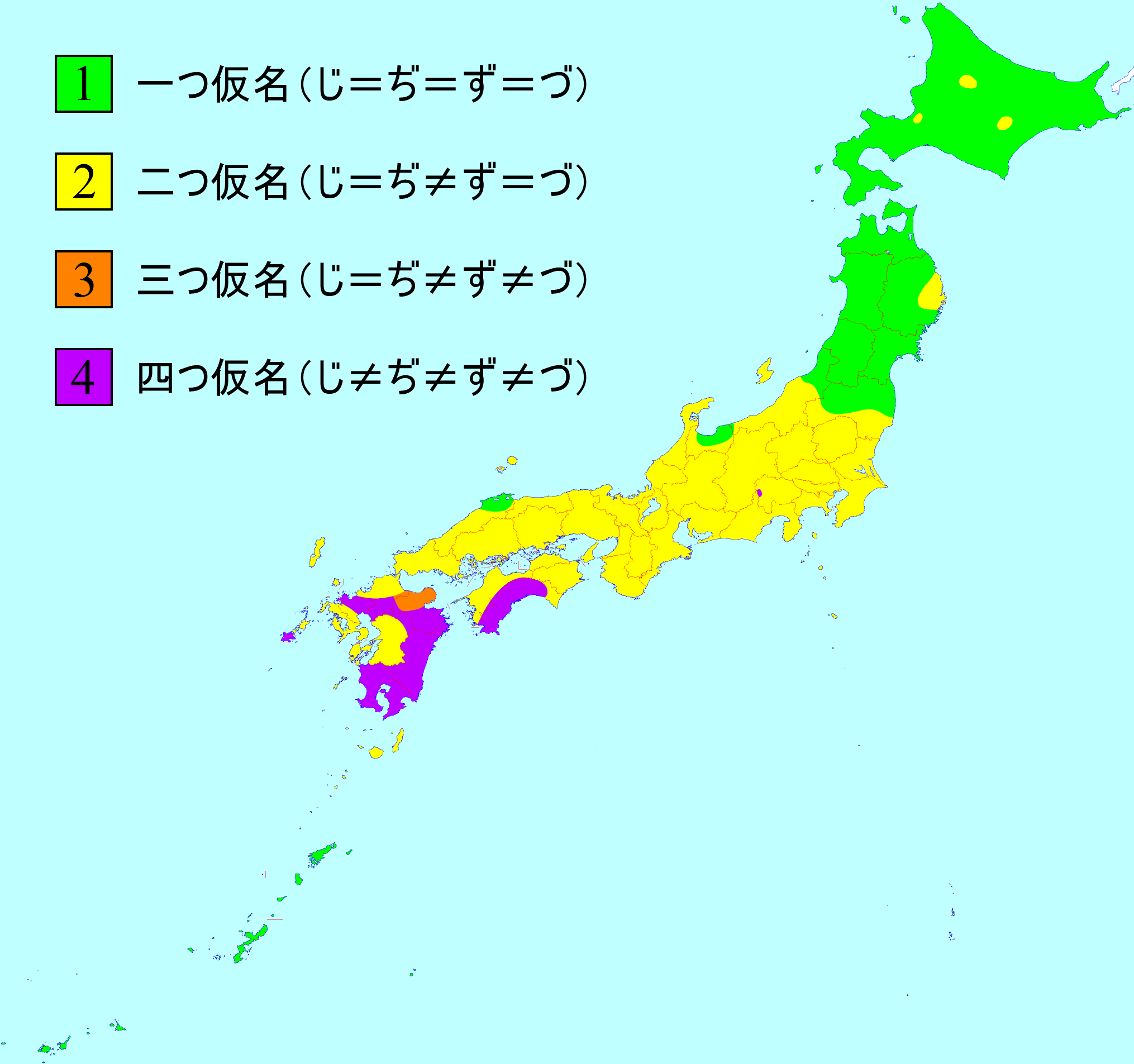
日本語の方言における四つ仮名の統合状況。緑の地域は「一つ仮名弁」、黄色の地域は「二つ仮名弁」、橙色の地域は「三つ仮名弁」、紫色の地域は「四つ仮名弁」の地域である。これは明治生まれから大正生まれの、伝統的な方言を話す老年層の状態に基づいた地図であり、世代が下ると共通語の影響でほとんどの地域が「二つ仮名弁」に変わっていく。

日本語の多くの方言は、四つ仮名が「ジ・ヂ」と「ズ・ヅ」の2つの発音に統合された状態にある。これを「二つ仮名弁」と呼ぶこともある。これに対し、東北方言や雲伯方言などでは、四つ仮名の混同がさらに進んで、「ジ・ズ・ヂ・ヅ」の全てが同音になっており、これを「一つ仮名弁」と呼ぶこともある。例えば北奥羽方言や出雲方言では「ジ・ズ・ヂ・ヅ」が全て[ʣï] に発音され、南奥羽方言では全て [ʣɯ̈] に発音される。このような方言では、「シ」と「ス」が [sï] や [sɯ̈]、「チ」と「ツ」がそれぞれ [ʦï] や [ʦɯ̈] に統合されており、このような音韻的特徴を指して俗に「ズーズー弁」と呼ばれることがある。これは、多くの方言で起こった二つ仮名への統合がさらに進んだものと考えられており、四つ仮名の統合の最終的な姿である。北奥羽方言や出雲方言では、音素体系から /su/、/zu/、/di/、/du/が欠けていると見なすことができ、また南奥羽方言では音素体系から /si/、/zi/、/di/、/du/が欠けていると見なすことができる。
逆に、四つ仮名の区別を今でも保存しているところもある。九州の大分県・宮崎県・鹿児島県・福岡県南部、四国の高知県、奈良県南部、山梨県奈良田などの方言では四つ仮名が区別されており、これらは「四つ仮名弁」と呼ばれる。例えば高知にはジが [ʑi]、ズが [zu]、ヂが [di] ~ [dzi]、ヅが [du] ~ [dzu] と発音される方言があり、鹿児島には、ジが [ʑi]、ズが [zu]、ヂが [ʥi]、ヅが [ʣu] とされる方言がある。山梨県奈良田では四つ仮名の区別が残っているが音声に特色があり、ジが [ði]、ズが [ðu]、ヂが [ɖʐi]、ヅが [ɖu] で発音される。大分県の国東半島などには、ジとヂは統合されながらも、ズとヅの区別は保たれている地域もあり、「三つ仮名弁」と呼ばれる。
琉球諸語では、音素体系に /di/、/du/ を備えている方言があるが、これは歴史的な四つ仮名の区別と対応しない。琉球諸語では大まかに言って、本土方言のエ段がイ段に、オ段がウ段に変化するような変化をしており、例えば /du/ は本土方言のドに対応する。ジ、ズ、ヂ、ヅに対応する音節は全て同一の発音になっており、琉球諸語はいずれも「一つ仮名弁」の一種とみることができる。
「二つ仮名弁」の地域でも、細かい発音には差異が見られる。例えば京都方言では、撥音（ン）の直後以外は破裂が弱く摩擦音に近い。これは、江戸時代の京都で、基本的には「ぢ」「づ」が「じ」「ず」と発音されたが、「ん」の直後に限っては「じ」「ず」が「ぢ」「づ」に発音されたという記録と整合する。
近年ではどの地域でも標準語・共通語の影響が強く、他地域との交流や人の移動も盛んになり、また現代仮名遣いでは「ジ・ヂ」「ズ・ヅ」を本来の発音通りに書き分けないことから、「四つ仮名弁」「三つ仮名弁」の地域でも混同が進んでおり、高齢層以外は「二つ仮名弁」のように発音するようになる傾向が強い。例えば奈良田方言は現在では老年層でもジとヂの区別がほぼ失われており、ズとヅの区別も失われつつある。他の地域でも老年層で既に区別が失われつつある地域もあり、中年層では区別が失われている地域がかなり多く、若年層ではほとんど区別が失われている。また「一つ仮名弁」の地域でも、標準語教育やメディアの影響で、「ジ・ヂ」と「ズ・ヅ」の区別が全くできない人は世代が下るほど減り、若年層ではほとんどいなくなっている。「四つ仮名弁」「三つ仮名弁」「一つ仮名弁」のいずれの地域でも、「二つ仮名弁化」が急速に進んでいると言える。

### 固有名詞の場合
地名や人名（とくに姓）に含まれる四つ仮名のうち「ち・つ」が濁ったとされるものは「ぢ・づ」と表記され、それ以外は「じ・ず」で表記される。
ただし、人名のうち下の名前の場合、漢字表記との一致関係に関して必ずしも現代仮名遣いの規則に準じているとは限らず、また「づ」と書く場合も必ずしも歴史的仮名遣いに基づいているとは限らない。たとえば「千津子」は通常「ちづこ」だが、中には「ちずこ」と書く人もいるし、逆に「す」が濁った「千寿子」は通常「ちずこ」だが、中には「ちづこ」と書く人もいる。

## 四つ仮名を含む語
以下に四つ仮名を含む単語の例を歴史的仮名遣いによる五十音順に並べる。現代仮名遣いでも「ぢ」「づ」に書かれるものは太字で、「じ」「ず」を本則とし「ぢ」「づ」も許容されるものは片仮名で示した。それ以外で「ぢ」「づ」のものは、現代仮名遣いでは「じ」「ず」に書き換える。漢字音は字音仮名遣で示し、字音仮名遣では四つ仮名を含まないが現代仮名遣いでは四つ仮名を含むものも示した。

### 和語
厳密には和語ではないが、ほぼ完全に和語化しているものや、漢語と和語の混合語で和語部分に四つ仮名が含まれるものも示す。

#### ア行
愛想尽かし（あいそづかし）、蜻蛉・秋津（あきづ）、浅茅（あさぢ）、味（あぢ）、鯵（あぢ）、紫陽花（あぢさゐ）、あぢきない、味気ない（あぢけない）、味見（あぢみ）、小豆（あづき）、預ける（あづける）、東（あづま）、汗水漬（あせみヅく）、当てずっぽう（あてずっぽう）、後退り（あとずさり）、あばずれ、淡路（あはぢ）、会津（あひづ）、甘んずる（あまんずる）、歩き詰め（あるきづめ）、主（あるじ）、案じる（あんじる）、行き詰る（いきづまる）、礎（いしずゑ）、五十鈴（いすず）、五十路（いそぢ）、磯釣り（いそづり）、いぢいぢ、いぢける、無花果（いちじく）、著しい（いちじるしい）、虐め（いぢめ）、虐める（いぢめる）、いぢらしい、弄る（いぢる）、出づ（いづ）、伊豆（いづ）、何処（いづこ）、泉（いづみ）、出雲（いづも）、何れ（いづれ）、稲妻（いなヅま）、許婚（いひなづけ）、家路（いへぢ）、いみじ、蛆（うじ）、うずうず、蹲る（うずくまる）、氏（うぢ）、うぢうぢ、渦（うづ）、卯月（うづき）、疼き（うづき）、疼く（うづく）、埋める（うづめる）、腕尽く（うでヅく）、項（うなじ）、頷く（うなヅく）、上擦る（うはずる）、裏付ける（うらづける）、応じる（おうじる）、奥付（おくづけ）、お小遣（おこづかい）、怖気付く（おぢけづく）、おぢゃる、おぢゃん、怖ぢる（おぢる）、怖づ怖づ（おづおづ）、訪れる（おとヅれる）、同じ（おなじ）、自づと（おのづと）、笈摺（おひずり）、大詰め（おほづめ）、重んじる（おもんじる）、親父（おやぢ）

#### カ行
麹・糀（かうじ）、柑子（かうじ）、上野（かうづけ）、鉤爪（かぎづめ）、格付け（かくづけ）、駆けづる（かけづる）、鰍・杜父魚（かじか）、悴む（かじかむ）、加敷（かじき）、傅き（かしづき）、傅く（かしづく）、齧る（かじる）、数（かず）、数の子（かずのこ）、主計（かずへ）、固唾（かたヅ）、片付く（かたづく）、片付け（かたづけ）、片付ける（かたづける）、梶・楫・舵（かぢ）、鍛冶（かぢ）、梶木・旗魚（かぢき）、必ず（かならず）、蛙（かはづ）、貝塚（かひづか）、通ひ詰め（かよひづめ）、辛うじて（からうじて）、軽んじる（かろんじる）、感じる（かんじる）、缶詰（かんづめ）、雉（きじ）、傷（きず）、築く（きづく）、気付く（きづく）、絆（きヅな）、ぎゅうぎゅう詰め（ぎゅうぎゅうづめ）、禁じる（きんじる）、籤（くじ）、挫く（くじく）、葛（くず）、口ずさむ（くちずさむ）、鯨（くぢら）、屑（くづ）、ぐづぐづ、崩す（くづす）、ぐづる、崩れる（くづれる）、黒ずむ（くろずむ）、黒尽くめ（くろヅくめ）、くんづほぐれつ、げぢげぢ、けぢめ、蹴爪・距（けづめ）、削る・梳る（けづる）、毛むくぢゃら（けむくぢゃら）、小路（こうぢ）、九十路（ここのそぢ）、心尽くし（こころづくし）、心強い（こころづよい）、小舅・小姑（こじうと）、梢（こずゑ）、こぢんまり、小遣（こづかい）、小突く（こづく）、小包（こづつみ）、琴柱・箏柱（ことぢ）、言伝て（ことづて）、氷詰め（こほりづめ）

#### サ行
杯・盃（さかづき）、匙（さじ）、差し詰め（さしヅめ）、授ける（さづける）、囀る（さへづる）、じいんと、じくじく、しくじる、蜆（しじみ）、舌鼓（したつづみ）、静か（しづか）、滴・雫（しづく）、沈む（しづむ）、沈める（しづめる）、島津（しまづ）、湿地・占地（しめぢ）、じめじめ、じろじろ、じろり、じわじわ、じわり、じわりじわり、信じる（しんじる）、じんじん、～ず、ずいと、ずうずう弁（ずうずうべん）、鮨詰め（すしづめ）、鈴（すず）、錫（すず）、鱸（すずき）、涼しい（すずしい）、鬌（すずしろ）、蘿蔔・清白（すずしろ）、菘・鈴菜（すずな）、鈴生り（すずなり）、涼む（すずむ）、鈴虫（すずむし）、雀（すずめ）、硯（すずり）、漫ろ（すずろ）、筋（すぢ）、ずっこける、ずっしり、ずっと、ずばずば、ずば抜ける（ずばぬける）、ずばり、ずぶ、ずぶずぶ、ずぶ濡れ（ずぶぬれ）、ずぼら、隅々（すみずみ）、ずらかる、ずらす、ずらずら、ずらり、ずり落ちる（ずりおちる）、ずるい、ずるける、ずるずる、ずれる、ずわい蟹（ずわいがに）、ずんぐり、ずんずん、底力（そこぢから）、添へ乳（そへぢ）、それぢゃ、そんぢょそこら

#### タ行
竹筒（たけづつ）、佇まひ（たたずまひ）、佇む（たたずむ）、たぢたぢ、但馬（たぢま）、立待月（たちまちづき）、たぢろぐ、携える（たづさえる）、手綱（たづな）、訪ねる（たづねる）、爺（ぢい）、爺さん（ぢいさん）、直（ぢか）、近々（ちかぢか）、近付く（ちかづく）、近付ける（ちかづける）、爺（ぢぢ）、爺（ぢぢい）、縮れ（ちぢれ）、縮れる（ちぢれる）、地デジ（ちでじ）、ぢゃ、～ぢゃ、ぢゃあ、～ぢゃふ、ちりぢり、ぢりぢり、築地（ついぢ）、通じる（つうじる）、づかづか、づきづき、つくづく、～尽くめ（ヅくめ）、～漬け（づけ）、づけづけ、辻（つじ）、～ヅつ、続く（つづく）、続ける（つづける）、鼓（つづみ）、葛（つづら）、綴り（つづり）、綴る（つづる）、常々（つねづね）、躓く（つまヅく）、つれづれ、手水（てうづ）、梃摺る（てこずる）、手近（てぢか）、手作り（てづくり）、出突っ張り（でヅっぱり）、常磐津（ときはヅ）、毒付く（どくづく）、どぢ、泥鰌（どぢゃう）、閉ぢる（とぢる）、艫綱・纜（ともづな）、とんずら

#### ナ行
就中（なかんヅく）、馴染み（なじみ）、馴染む（なじむ）、詰る（なじる）、薺（なづな）、七十路（ななそぢ）、鯰（なまづ）、蛞蝓（なめくぢ）、汝（なんぢ）、虹（にじ）、にじり寄る（にじりよる）、新妻（にひづま）、額衝く（ぬかヅく）、杜松（ねず）、鼠（ねずみ）、螺子（ねぢ）、捻ぢる（ねぢる）、粘り強い（ねばりづよい）、寝待月（ねまちづき）、飲んぢまふ（のんぢまふ）

#### ハ行
箱詰め（はこづめ）、端（はじ）、弾く（はじく）、筈（はず）、働き詰め（はたらきづめ）、恥（はぢ）、恥ぢる（はぢる）、恥づかしい（はづかしい）、外す（はづす）、弾む・勢む（はづむ）、外れる（はづれる）、鼻血（はなぢ）、引き摺る（ひきずる）、髭面（ひげづら）、跪く（ひざまヅく）、鹿尾菜・羊栖菜（ひじき）、肘（ひぢ）、土方（ひぢかた）、羊（ひつじ）、歪み（ひづみ）、歪む（ひづむ）、蹄（ひづめ）、人伝て（ひとづて）、富士（ふじ）、藤（ふぢ）、穿る（ほじる）、酸漿・鬼灯（ほほヅき）

#### マ行
罷づ（まかづ）、～まじ、真面目（まじめ）、混じる（まじる）、先づ（まづ）、不味い・拙い（まづい）、三日月（みかづき）、短い（みじかい）、惨め（みじめ）、店仕舞ひ（みせじまひ）、三十路（みそぢ）、身近（みぢか）、道連れ（みちづれ）、水（みづ）、自ら（みづから）、壬（みづのえ）、癸（みづのと）、蚯蚓（みみず）、木菟・鴟鵂・角鴟（みみヅく）、向うずね（むかうずね）、むず痒い（むずがゆい）、むずむず、六十路（むそぢ）、難しい（むづかしい）、むんずと、藻屑（もくづ）、百舌（もず）、もぢもぢ、捩る（もぢる）、水雲・海蘊（もづく）、基づく（もとづく）、紅葉（もみぢ）、貰ひ乳（もらひぢ）

#### ヤ行
弥次・野次（やじ）、弥次馬・野次馬（やじうま）、弥次る・野次る（やじる）、弥次郎兵衛（やじろべゑ）、八十路（やそぢ）、行き摩り・行き擦り（ゆきずり）、行き詰まる（ゆきづまる）、柚子（ゆず）、譲る（ゆづる）、夕星・長庚（ゆふヅつ・ゆふつづ）、四十路（よそぢ）、捩る（よぢる）、攀ぢる（よぢる）、黄泉路（よみぢ）、万（よろづ）

#### ラ行
理詰め（りづめ）

#### ワ行
鷲摑み（わしづかみ）、僅か（わづか）、患う（わづらふ）、草鞋（わらぢ）、藁苞（わらづと）、居住まひ（ゐずまひ）、位置付け（ゐちづけ）、居待月（ゐまちづき）、嘔吐く（ゑづく）、餌付け（ゑづけ）、叔父・伯父（をぢ）、御爺さん（をぢいさん）、叔父さん・伯父さん（をぢさん）

### 漢字音

#### 呉音
士・巳・氏・仕・市・示・字・寺・自・似・事・侍・祀・茨・柿・食・俟・舐・祠・耆・視・孳・耜・眥・瓷・疵・眦・詞・竢・飼・辞・嗜・慈・嗣・蒔・塒・飴・漬・磁・諡・薺（ジ）、食・埴・植・殖・寔・稙・蝕（ジキ）、実・疾・嫉（ジチ）、十・什・拾・習・集・楫・輯・隰・襲（ジフ）、岑・忱・甚・尋・椹・潯・蕈・鐔（ジム）、乍・社・邪・査・柤・射・斜・蛇・貰・鉈・槎・闍・謝・藉・麝（ジャ）、上・成・羊・床・状・尚・牀・城・浄・穽・晟・常・情・盛・崢・晴・筬・誠・靖・甞・嫦・裳・静・嘗・請・償・瀞（ジャウ）、夕・勺・石・汐・芍・杓・席・射・寂・蓆・碩・瘠・藉・籍・麝（ジャク）、从・囚・寿・岫・泅・酋・茱・従・殊・袖・逎・授・訟・售・就・遒・愀・愁・頌・酬・竪・綬・銖・慵・樹・豎・雛・鰌・鷲・讐・驟（ジュ）、从・従（ジュウ）、孰・淑・塾・熟（ジュク）、朮・述・術（ジュツ）、巡・旬・吮・盾・徇・洵・唇・純・淳・殉・脣・順・循・馴・楯・蒪・醇・鶉（ジュン）、序・助・抒・叙・徐・莇・野・埜・署・耡・蜍・緒・墅・鋤・薯・嶼・曙・藷・齟（ジョ）、丞・承・乗・剰・縄（ジョウ）、尽・臣・辰・神・泰・宸・晨・萃・蜃・腎・慎・儘・燼・贐（ジン）、殳・受・洙・殊・淙・訟・頌・鉐・誦・聚・樹・叢・讐（ズ）、痿・蕊・蕋・蘂（ズイ）、崇・淙（ズウ）、熟（ズク）、朮・述・術（ズツ）、劭・邵・紹・巣・韶・誚・憔・樔・樵（ゼウ）、渉・捷・褶（ゼフ）
池・地・豸・岻・治・峙・持・値・遅・痔・植・稚・雉・馳・踟・緻・薙・褫・穉（ヂ）、宙・胄・冑・紂・酎・紬・稠・綢・儔・疇・籀・籌・躊（ヂウ）、直・値（ヂキ）、柚・逐・舳・軸（ヂク）、帙・姪・秩（ヂチ）、蟄（ヂフ）、沈・朕・酖・湛・鴆（ヂム）、茶・荼（ヂャ）、丈・仗・廷・呈・定・長・亭・挺・庭・訂・停・萇・場・渟・程・腸・鄭・霆・酲・錠・橙（ヂャウ）、宅・沢・択・迪・狄・廸・荻・笛・著・着・箸・滌・敵・擲・覿・躑・糴（ヂャク）、虫・仲・冲・沖・住・柱・重・厨（ヂュウ）、朮（ヂュチ）、澄・澂・懲（ヂョウ）、佇・杼・苧・除・竚・紵・箸・儲・躇（ヂョ）、陣・陳・診・塵（ヂン）、吋・図・投・杜・肚・豆・恫・途・逗・徒・荳・酘・厨・痘・屠・揄・菟・塗・読・跿・骰・頭・竇（ヅ）、椎・槌・墜・縋・錘・鎚（ヅイ）、同・恫・洞・桐・胴・動・童・筒・粡・僮・銅・慟・潼・橦・瞳・艟（ヅウ）、兆・条・佻・迢・挑・晁・掉・窕・朝・棹・跳・誂・銚・肇・蜩・趙・調・髫・潮・櫂・齠（デウ）、喋・畳・楪・牒・蝶・褶・諜・鰈（デフ）

#### 漢音
二・尓・弍・而・耳・児・迩・珥・爾・餌・邇・轜（ジ）、柔・揉・蹂・鞣（ジウ）、肉・宍・衂・衄（ジク）、日・衵・釼（ジツ）、入・廿（ジフ）、壬・任・妊・荏・衽・姙・恁・袵・棯・稔（ジム）、若・惹（ジャ）、壌・穣・譲・攘・禳（ジャウ）、若・弱・惹・蒻・鶸（ジャク）、乳・儒・孺・濡・懦・嬬（ジュ）、戎・絨（ジュウ）、閏・閠・潤（ジュン）、如・汝・洳・茹（ジョ）、冗・仍・茸・認（ジョウ）、辱・溽・蓐・褥・縟（ジョク）、人・儿・刃・仁・仭・忍・荵・靭・認（ジン）、忰・垂・陲・随・隋・彗・遂・瑞・睡・瘁・隧・穂・誰・燧（ズイ）、蕘・遶・橈・繞・蟯・擾・饒（ゼウ）、囁・顳（ゼフ）
尼・怩・膩（ヂ）、狃・紐・鈕・糅（ヂウ）、忸・衂・衄（ヂク）、衵・昵（ヂツ）、賃（ヂム）、娘・嬢・醸（ヂャウ）、女（ヂョ）、濃（ヂョウ）、匿（ヂョク）、尿・溺・嫋・嬲（デウ）、捻・聶・躡・鑷（デフ）

#### 唐音
頭（ヂュウ）

#### 慣用音
次・滋・璽（ジ）、獣（ジウ）、実（ジツ）、汁・渋（ジフ）、奘・弉・襄・驤（ジャウ）、雀・鵲（ジャク）、入・戍・受・呪・需・聚（ジュ）、从・充・従・銃・縦（ジュウ）、戍・恤（ジュツ）、十（ジュッ）、恂・准・惇・凖・準（ジュン）、恕・絮・舒（ジョ）、拯・烝・垪・蒸（ジョウ）、迅・訊・糂・蕁（ジン）、事（ズ）、陏・荀・隼・笋・筍・惴・詢・諄・遵・膸・髄（ズイ）
除（ヂ）、竺（ヂク）、昵（ヂツ）、濁（ヂョク）、滌・絛（デウ）、帖（デフ）

### 外来語
- ラジオ(ラヂオ・ラヂヲ)
- ドッジボール(ドッヂボール・ドッチボール)

英語からの借用語について大まかに記すと、元の綴り字で -ge-、-gi-、-j- の単語が「ヂ」と表記された。他方で、 -sur- と綴る一部の単語が「ジ」と表記された。